# Portovec
Portovec (znan tudi kot vinho do Porto, portugalska izgovorjava: [ˌviɲu duˈpoɾtu] ali preprosto port) je portugalsko okrepljeno vino, proizvedeno v dolini Douro na severu Portugalske. Običajno je sladko rdeče vino, ki ga pogosto postrežejo s sladicami, čeprav je na voljo tudi v suhih, polsuhih in belih sortah.
Druga okrepljena vina v slogu portovcev se pridelujejo zunaj Portugalske – v Argentini, Avstraliji, Kanadi, Franciji, Indiji, Južni Afriki, Španiji in Združenih državah Amerike – vendar smejo imeti, v skladu s smernicami Evropske unije o zaščiteni označbi porekla, le vina iz Portugalske oznako »port«.

## Regija in proizvodnja
Portovec se proizvaja iz grozdja, pridelanega in predelanega v razmejeni regiji Douro. Pridelano vino se nato obogati z dodatkom nevtralnega grozdnega žganja, znanega kot aguardente, da se ustavi fermentacija, v vinu ostane ostanek sladkorja in poveča vsebnost alkohola. Okrepčevalni alkohol včasih imenujejo žganje, vendar je malo podobno komercialnemu žganju. Vino se nato shrani in stara, pogosto v sodih, shranjenih v loži (kar pomeni »klet«), kot je v primeru Vila Nova de Gaia, preden se ustekleniči. Vino je dobilo ime portovec v drugi polovici 17. stoletja po pristaniškem mestu Porto ob izlivu reke Douro, od koder je bil velik del proizvoda prinesen na trg ali za izvoz v druge države v Evropi. Dolina Douro, kjer se proizvaja portovec, je bila leta 1756 opredeljena in ustanovljena kot zaščitena regija, ime Douro pa uradno ime, zaradi česar je tretje najstarejše vino za kjantijem (1716) in tokajem (1730).
Območje doline reke Douro na severu Portugalske ima mikroklimo, ki je optimalna za gojenje oljk, mandljev in zlasti grozdja, pomembnega za izdelavo portovca. Regija okoli občin Pinhão in São João da Pesqueira velja za središče proizvodnje portovca in je znana po svojih slikovitih kvintah – posestvih, ki se držijo skoraj navpičnih pobočij, ki se spuščajo do reke.